# Giacomo Leopardi

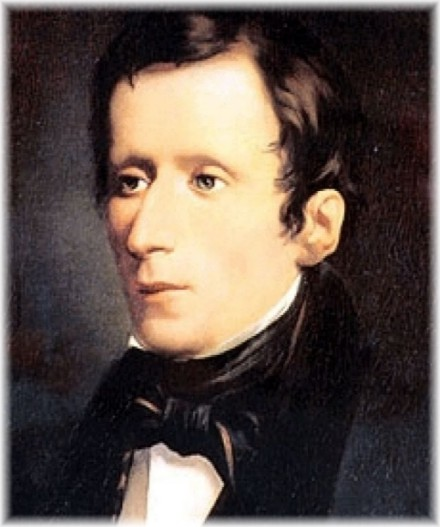
Giacomo Leopardi

Giacomo Leopardi (Giacomo Taldegardo Francesco Salesio Saverio Pietro Leopardi, * 29. Juni 1798 in Recanati; † 14. Juni 1837 in Neapel) war ein italienischer Dichter, Essayist und Philologe. Neben Alessandro Manzoni kam ihm eine entscheidende Rolle bei der Erneuerung der italienischen Literatursprache im 19. Jahrhundert zu.

## Klischees und Wirklichkeit
Der Kritiker Benedetto Croce hat das Wort von Leopardis vita strozzata, seinem „erdrosselten Leben“, geprägt. Tatsächlich erscheint Leopardis kurzes Leben von knapp 39 Jahren, in dem es nie eine feste Anstellung, dafür ständige Geldnot, viel Sehnsucht, aber keine einzige erfüllte Beziehung und nur wenige verlässliche Freunde gab, wie ein Klischee des Unglücks, das von Leopardis Äußerem (klein, bucklig, kränklich) und seinem verschlossenen Wesen noch unterstützt wird. Auf der anderen Seite steht die ungeheure Gelehrsamkeit, die sich in ungewöhnlichem Grad mit Witz und Klugheit verband, weshalb Friedrich Nietzsche Leopardi als „das moderne Ideal eines Philologen“ bezeichnete und ihn als einen von nur vier „Meister[n] der Prosa“ im 19. Jahrhundert anerkennt. Und ebenso steht dem Klischee Leopardis poetisches und essayistisches Werk entgegen, aufgrund dessen man zumindest sein inneres Leben als alles andere als „erdrosselt“, vielmehr als überaus reich und fruchtbar bezeichnen muss.
Die Grundstimmung von Leopardis Werk ist zwar melancholisch, aber aus jedem Gedicht spricht so viel Leben und Gefühl, aus jeder seiner Operette morali so viel Witz und Geist, dass Leopardis Melancholie alles andere als grau und trüb erscheint; sein vielzitierter Pessimismus erscheint heute aus dem Abstand von 200 Jahren eher als kluge Skepsis gegenüber dem im 19. Jahrhundert aufkommenden Fortschrittswahn, leichtgläubigen Positivismus und Nationalismus. Francesco De Sanctis schrieb über ihn:

„Leopardi ist Skeptiker und macht uns gläubig. Er glaubt nicht an eine bessere Zukunft für das Vaterland und erzeugt Mut und Liebe zu großen Taten. Er hat eine derart schlechte Meinung von der Menschheit, und seine freundliche Seele verehrt und besingt sie.“

Kurz, so praktisch die übliche Trennung von Leben und Werk ist, bei Leopardi führt sie leicht zu einem falschen Bild. Der folgende Abriss von Leopardis Leben nennt daher zwischen den biographischen Ereignissen stets auch die in der jeweiligen Zeit entstandenen Werke; die Darstellung wird dadurch zwar etwas unübersichtlicher, ermöglicht aber eine Vorstellung von der ungeheuren dichterischen, literarischen und wissenschaftlichen Leistung des jung verstorbenen Genies.

## Leben

### Kindheit und Jugend in Recanati (1798–1816)

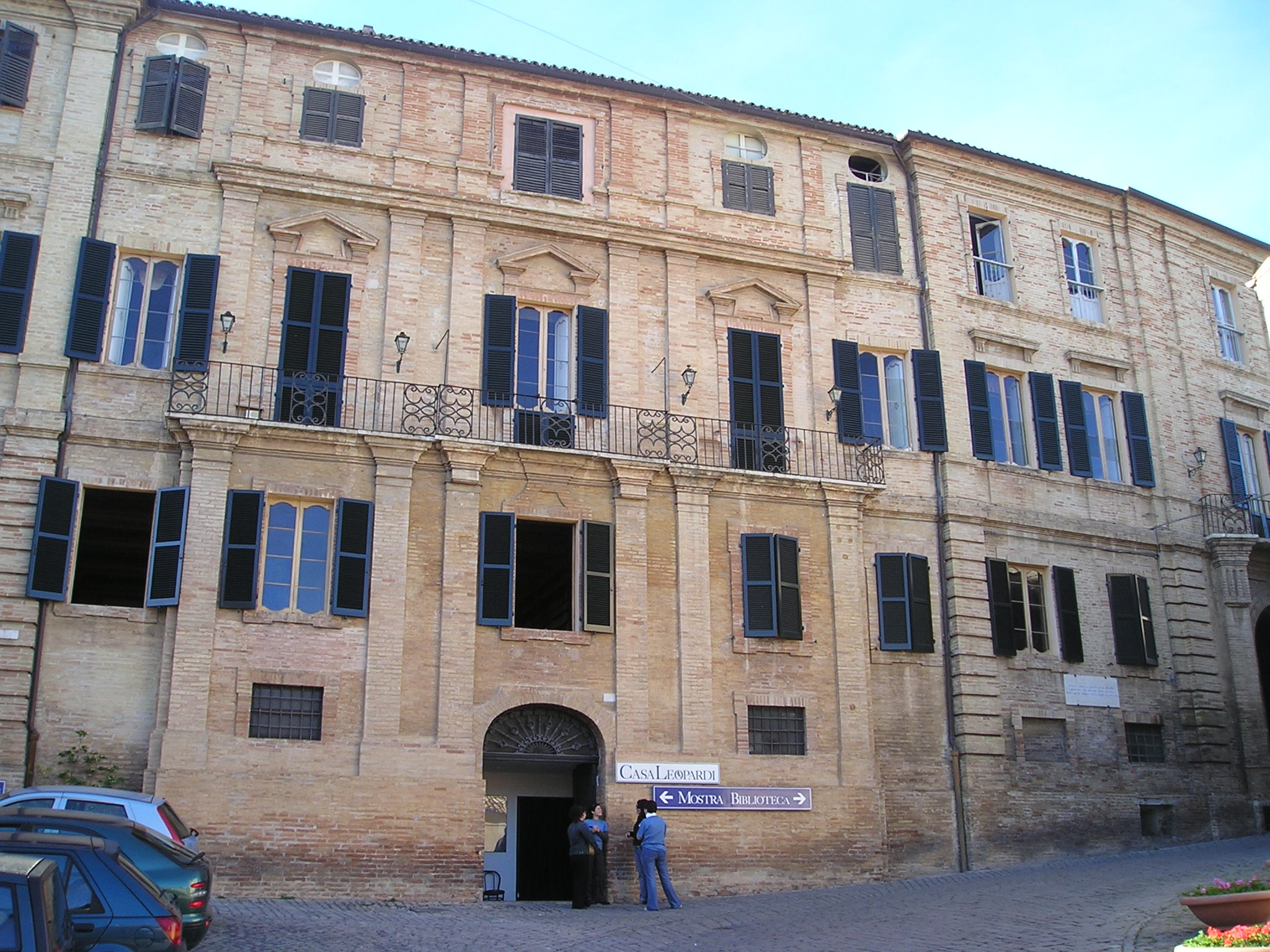
Leopardis Geburtshaus, die Casa Leopardi, heute Museum

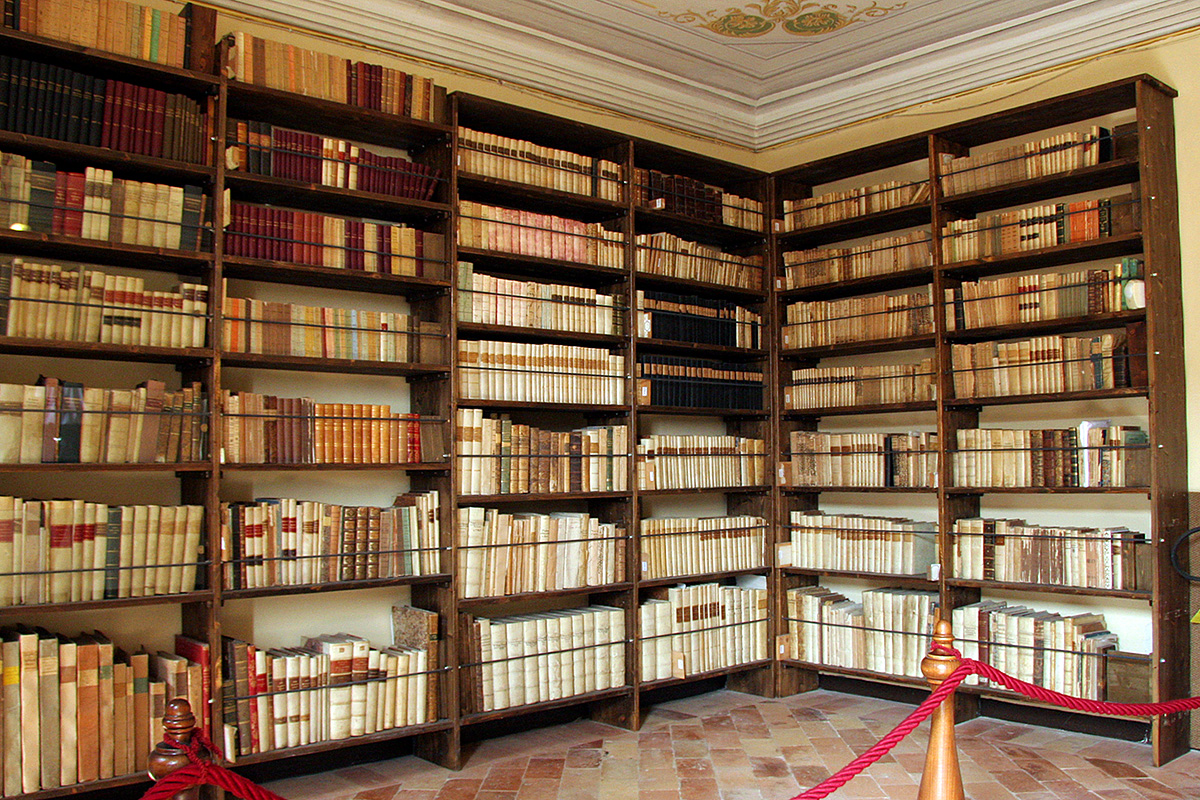
Die Bibliothek der Casa Leopardi

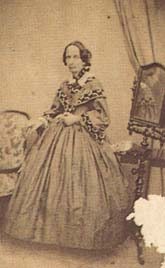
Leopardis Schwester Paolina im Alter

Giacomo Leopardi wurde am 29. Juni 1798 als ältestes von fünf Kindern des Grafen Monaldo Leopardi und der Gräfin Adelaide, geborene Antici, in Recanati geboren. 1799 kam sein Bruder Carlo und 1800 seine Schwester Paolina zur Welt; beide Geschwister wurden die engsten Vertrauten des jungen Giacomo. Er wuchs in bedrückter und reaktionärer Atmosphäre auf: Sein Vater war gebildet und nachgiebig, doch erzkonservativ, seine Mutter hart und bigott, und Recanati zählte zu den rückständigsten Provinzstädten des Kirchenstaates. Symptomatisch ist etwa, dass der Vater 1832–1835 eine ultrakonservative Zeitung namens La voce della ragione („Die Stimme der Vernunft“) herausgab, bis das Blatt von der Kurie als zu radikal unterdrückt wurde. Als Giacomo fünf Jahre alt war, wurde das Haus Leopardi zahlungsunfähig; der Mutter gelang es zwar, die Finanzen zu retten, während sich der Vater nur mehr seiner Privatbibliothek und der Kindererziehung widmete, aber die Familie war in sich heillos zerstritten.
Giacomo wurde von 1807 bis 1812 mit seinen Geschwistern von drei geistlichen Privatlehrern erzogen. Aus dieser zugleich streng katholischen und sehr anspruchsvollen Unterrichtung gingen schon bald einerseits eine selbstständige Beschäftigung mit der antiken Literatur, andererseits erste poetische Versuche hervor; die literarische Produktion allein der Jahre 1809/10 füllt einen ganzen Band und umfasst Sonette, Lieder und Epigramme. 1811/12 kommen dazu überdies Kurzepen sowie eine Tragödie Pompeo in Egitto („Pompeius in Ägypten“).
Schon 1812 konnte Giacomo von seinen Lehrern wortwörtlich nichts mehr lernen und vergrub sich in der Bibliothek seines Vaters, in der er sich in kurzer Zeit das gesamte philologische und historische Wissen seiner Zeit aneignete. Diesen Lebensabschnitt bezeichnete er später rückblickend als Jahre eines „wahnsinnigen Lerneifers voller Verzweiflung“. Neben den ihm bereits bekannten Sprachen Latein, Französisch und Spanisch erlernte er mit sechzehn Jahren autodidaktisch Griechisch, Hebräisch und Englisch, schrieb eine Storia dell’astronomia („Geschichte der Astronomie“) und erhielt endlich die Erlaubnis, auch Bücher zu lesen, die auf dem Index librorum prohibitorum standen. Erste Übersetzungen und philologische Arbeiten entstanden. Während er anfangs anscheinend noch etwas wahllos übersetzte und kommentierte, was sich in der väterlichen Bibliothek eben fand, folgt bereits 1814 eine bedeutsame wissenschaftliche Leistung, eine Übersetzung der Plotin-Biographie des Porphyrios mit Textemendationen und fortlaufendem Kommentar, auf den noch der Philologe Georg Friedrich Creuzer bei seiner Plotin-Edition zurückgriff.
1815 übersetzte Leopardi den damals noch Homer zugeschriebenen Froschmäusekrieg (zum ersten Mal, er sollte dieses Epyllion noch zwei weitere Male übertragen), im Jahr darauf den ersten Gesang der Odyssee sowie das zweite Buch der Aeneis und diverse Stücke aus Hesiod, Simonides u. a. antiken Autoren. In derselben Zeit entstanden auch philologische Aufsätze über Homer und Horaz, Leopardi 'fälschte' als Fingerübung altitalienische Übersetzungen sowie lateinische Götterhymnen und schrieb einen Saggio sopra gli errori popolari degli antichi („Untersuchung über die volkstümlichen Irrtümer der Alten“) sowie den Aufsatz Lettera ai compilatori della Biblioteca Italiana („Brief an die Herausgeber der Italienischen Bibliothek“), worin er den literarischen Klassizismus gegen die Romantik verteidigte.

### Erste Veröffentlichungen und literarische Fluchten (1817–1822)

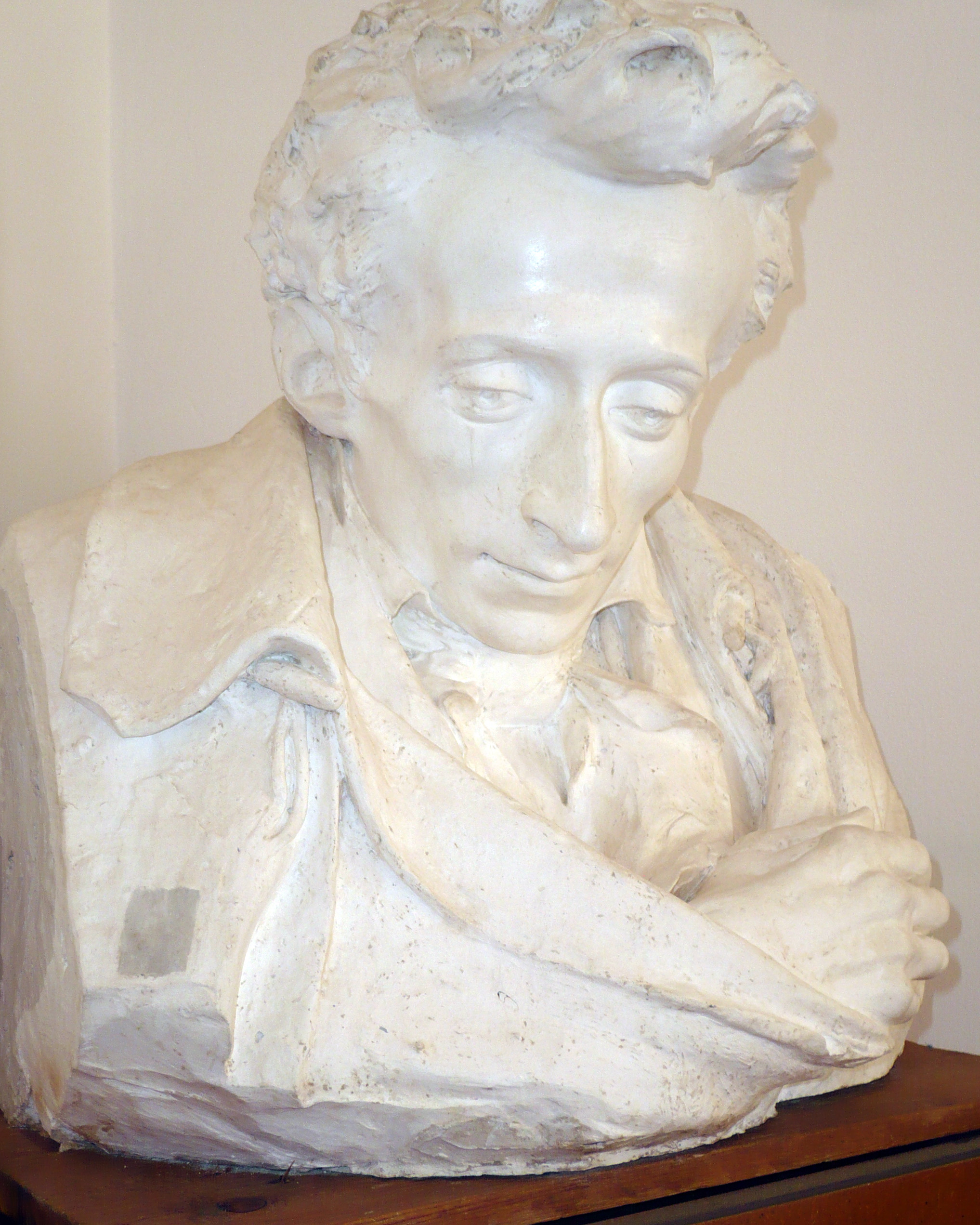
Michele Tripisciano: Gipsbüste von Giacomo Leopardi im Museum Tripisciano im Palazzo Moncada in Caltanissetta

Die letzten dieser Arbeiten und Übersetzungen brachten Leopardi endlich in Kontakt mit der literarischen Öffentlichkeit: Die Aeneis-Übersetzung, 1817 in der Zeitschrift Lo spettatore italiano e straniero des Mailänder Verlegers Antonio Fortunato Stella (1757–1833) erschienen, wurde von Pietro Giordani, Angelo Mai und Vincenzo Monti gelobt. Noch einige weitere philologische Arbeiten erscheinen bei Stella, v. a. im Spettatore. Mit Giordani entstand daraufhin eine von Leopardis wichtigsten Freundschaften, Giordani besuchte ihn in Recanati, und beide führten einen intensiven Briefwechsel. 1817 begann Leopardi auch mit der regelmäßigen Niederschrift jener Ideen und Aphorismen, aus denen ab 1827 sein Zibaldone (etwa: „Sammelsurium“) hervorgehen sollte.
Als im Dezember 1817 Leopardis verheiratete Cousine Gertrude Cassi Lazzari seine Familie in Recanati besuchte, verliebte Leopardi sich heftig, aber ohne auf Gegenliebe zu stoßen, und schrieb darauf den ersten Canto („Gesang“, Nr. X der späteren Canti e frammenti), Il primo amore („Die erste Liebe“). Im Folgejahr entstanden die großen Canti All’Italia („An Italien“, Nr. I) und Sopra il monumento di Dante („Auf Dantes Denkmal“, Nr. II), die 1819 in Rom erschienen und mit ihren patriotischen, zur Einheit Italiens aufrufenden Aussagen Aufsehen erregten, zumal Leopardi damit viel Mut vor der Obrigkeit zeigte. In die gleiche Richtung wies auch der Discorso di un italiano intorno alla poesia romantica („Rede eines Italieners über die romantische Dichtung“, 1818), der sich erneut zugunsten des literarischen Klassizismus gegen die Romantik richtete. Mit diesen Arbeiten bekannte Leopardi sich einerseits als Republikaner und Demokrat, andererseits sagte er sich damit vollends von der konservativen Einstellung seiner Familie los.
1819 geriet Leopardi in eine tiefe physische wie psychische Krise. Sein Gesundheitszustand verschlechterte sich rapide, so dass er seine Studien mehrere Monate unterbrechen musste; insbesondere ließ seine Sehkraft stark nach. Zugleich litt er zunehmend unter der Enge des Elternhauses und der konservativen Kleinstadt Recanati. Trotzdem gelang es ihm nicht, den Ort zu verlassen: ein Fluchtversuch, den er nach vielen vorangehenden Ausbruchsabsichten endlich im Juli wagte, wurde von seinem Vater bemerkt und vereitelt.

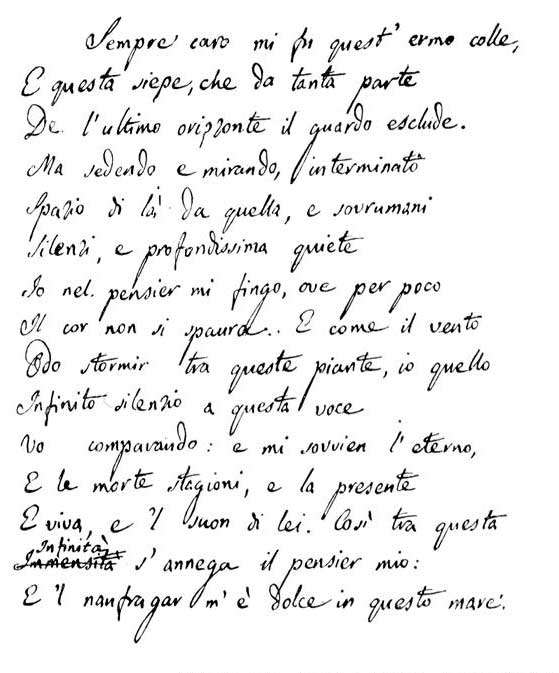
Leopardis Handschrift des Canto L’infinito

Vielleicht als Zeichen einer inneren Flucht entstanden im gleichen Jahr dennoch die berühmten 'idyllischen' Canti L’infinito („Das Unendliche“, XII) und Alla luna („An den Mond“, XIV); 1820 folgte der große 'patriotische' Canto Ad Angelo Mai (III), der den Kustos der Vatikanischen Bibliothek für seine Wiederentdeckung der Palimpsest-Fragmente von Ciceros De re publica („Über den Staat“) feiert, sowie kleinere Gedichte (XIII, XV) und erste satirische Prosastücke, Vorläufer der späteren Operette morali. Diese dichterische Produktion setzte sich, mit längeren depressiven Unterbrechungen, auch 1821 fort: Im Oktober und November entstanden ein Gedicht zur Hochzeit seiner Schwester Paolina (IV) und ein weiterer Canto (V), am Ende des Jahres die Canti Bruto minore („Brutus der Jüngere“, VI) und La vita solitaria („Das einsame Leben“, XVI); letzteres gibt einen halb wehmütigen, halb idealisierten Eindruck von Leopardis Dasein, in dem der innige Naturbezug die fehlenden menschlichen Bindungen ersetzt. 1822 folgten drei weitere Canti (VII, IX, VIII).

### Ausbruch aus Recanati und Reisen (1822–1830)
Im November 1822 konnte der Dichter erstmals mit Einwilligung seiner Familie Recanati verlassen. Auf Einladung seines Onkels, Marchese Carlo Antici, reiste er nach Rom und wohnte dort bei diesem bis zu seiner Rückkehr nach Recanati im April 1823. Leopardis Eindruck von der Stadt wie von den römischen Intellektuellen und Literaten war jedoch insgesamt enttäuschend. Positiv gestalteten sich v. a. die Bekanntschaften mit Angelo Mai, dem Kustos der Vatikanischen Bibliothek, sowie dem großen Philologen und Historiker Barthold Georg Niebuhr, der Leopardis wissenschaftliches Genie in höchsten Tönen lobte. Auch mit dem Theologen, Archäologen und Diplomaten Christian Karl Josias von Bunsen entstand ein intensiver Umgang. Trotz des persönlichen Einsatzes aller drei Gelehrten gelang es Leopardi jedoch nicht, eine Anstellung beim Vatikan zu erlangen, um die er sich als fast einzig mögliche Arbeitsstelle für einen Gelehrten im Kirchenstaat bewarb: Das Misstrauen über den jungen Dichter, der so patriotische Töne anschlug und gar nicht dem legitimistischen Vater nacheiferte, war zu groß, und auch seine bekannte Freundschaft mit dem antiklerikalen Pietro Giordani (1774–1848) wurde ihm verübelt.

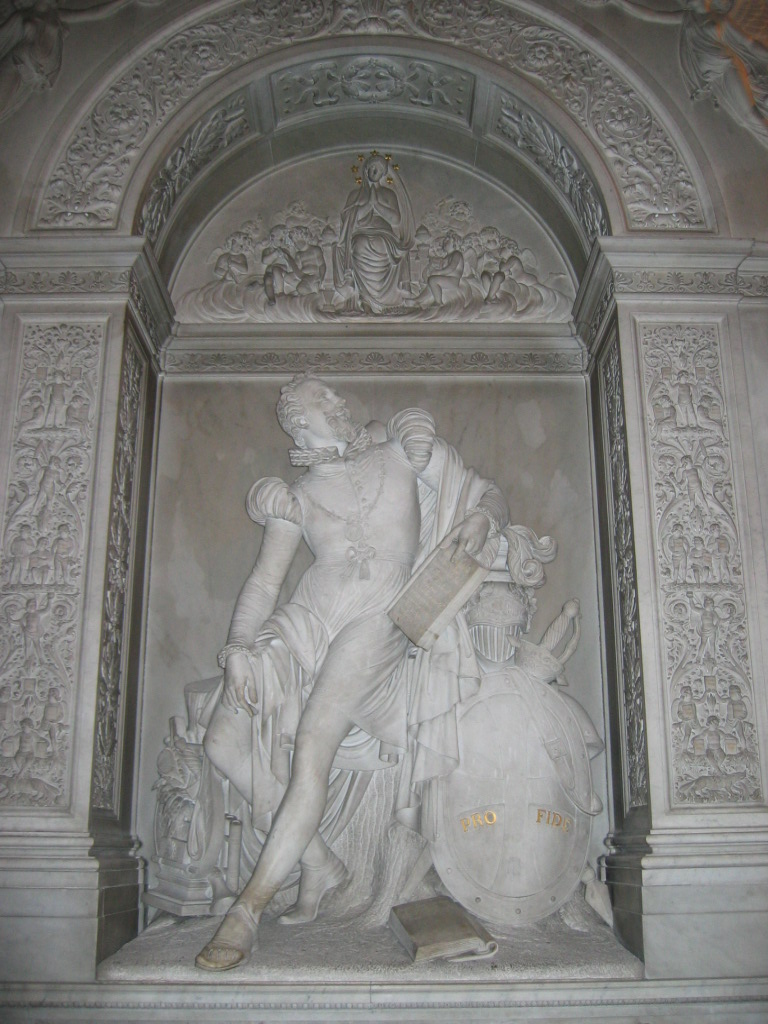
Monument Tassos in der Kirche Sant’Onofrio al Gianicolo, Rom

Ende April 1823 kehrte Leopardi nach Recanati zurück, nicht ohne zuvor noch im Februar das Grab Torquato Tassos in der Kirche Sant’Onofrio al Gianicolo besucht zu haben, das ihn wegen seiner Armseligkeit tief beeindruckte (vgl. das „Gespräch Tassos mit seinem Hausgeist“ in den Operette morali). Im selben Jahr entstanden in Recanati weitere Canti (XVIII und wohl XL/XLI) sowie ein Discorso sopra lo stato presente dei costumi degli italiani („Rede über den gegenwärtigen Zustand der Sitten der Italiener“), der den Niedergang der italienischen Nation sowie den politischen Zustand des restaurativen Italiens untersucht und kritisiert. Im folgenden Jahr schrieb Leopardi den Großteil seiner Operette morali („Moralische Werkchen“), die er in Anlehnung an Plutarchs Moralia so betitelte, deren Inhalt aber besser als „Dialoge und Essays“ beschrieben wird. Im August 1824 erschien bei Nobili in Bologna die Canzoni betitelte erste Ausgabe der Canti, welche die Nummern I–IX und XVIII der späteren Zählung enthielt.
Freunde Leopardis sammelten Geld und ermöglichten es ihm, 1825 Recanati erneut zu verlassen. Im Juli reiste er auf Einladung des Verlegers Stella nach Mailand, wo er die Schriftsteller Antonio Cesari und Vincenzo Monti persönlich kennenlernte. Im September reiste er nach Bologna weiter, wo er bis zum August 1826 blieb und Freundschaft mit dem Grafen Carlo Pepoli schloss, dem er Canto XIX widmete. Leopardi verliebte sich in die Gräfin Teresa Carniani Malvezzi, seine Leidenschaft fand jedoch kein Gehör. Im Juni erschien sein Kommentar zu Francesco Petrarcas Canzoniere, im Juli eine zweite Ausgabe seiner eigenen Gedichte. Bei der Rückreise nach Recanati verbrachte er einen kurzen Aufenthalt in Ravenna.
Während sich der Dichter vom November 1826 bis zum Mai 1827 wieder in Recanati aufhielt, verlegte Stella eine von Leopardi zusammengestellte Anthologie italienischer Prosa (Crestomazia italiana) sowie die Erstausgabe der Operette morali (erschienen im Juni), die freilich keine große Resonanz fand. Im Mai reiste Leopardi erneut nach Bologna, wo er diesmal den aus Neapel verbannten Historiker Antonio Ranieri kennenlernte.
Im Juni besuchte Leopardi erstmals Florenz, wo er mit den Intellektuellen um die Zeitschrift Antologia verkehrte, v. a. mit dem Verleger Giovan Pietro Vieusseux, dem Historiker und Politiker Gino Capponi und dem gelehrten Publizisten Niccolò Tommaseo (letzterer stand Leopardi jedoch stets feindlich gegenüber). Außerdem begegnete Leopardi in Florenz Alessandro Manzoni und Stendhal; die drei großen Literaten kamen einander freilich nicht näher. Im November fuhr Leopardi von Florenz nach Pisa weiter, wo er die folgenden Monate recht gelassen und heiter verbrachte. Während seines dortigen Aufenthalts entstanden Anfang 1828 die Gedichte Scherzo (Canti XXXVI) sowie im Frühjahr Il risorgimento („Die Auferstehung“, XX) und A Silvia („An Silvia“, XXI); zudem erschien bei Stella in Mailand eine von Leopardi zusammengestellte Crestomazia italiana poetica („Chrestomathie der italienischen Dichtung“), die wie die 1827 erschienene Prosaanthologie dem noch immer praktisch mittellosen Leopardi ein wenig Geld einbrachte.
Im Juni 1828 kehrte Leopardi nach Florenz zurück, wo er den Staatsphilosophen und Politiker Vincenzo Gioberti kennenlernte. Dank der Vermittlung des Freiherrn von Bunsen, der ihn 1822 in Rom bewundert hatte, wurde Leopardi zudem auf den Dante-Lehrstuhl der Universität Bonn berufen; dieses erste öffentliche Anstellungsangebot schlug Leopardi jedoch aus, weil er Italien nicht verlassen wollte. In diesem Jahr entstand wohl auch das Gedicht Imitazione („Nachahmung“, XXXV), eine freie Nachdichtung nach Versen Antoine-Vincent Arnaults. Im November musste er nach Recanati zurückkehren, weil nach Abschluss der beiden Anthologien sein Vertrag mit Stella auslief und er somit wieder finanziell von seiner Familie abhängig war. Dazu kamen gesundheitliche Beschwerden.
In Recanati verbrachte Leopardi ab Anfang 1829 „sedici mesi di notte orribile“. Im August und September vermochte er zwar drei heiter gelassene Canti zu schreiben: Le ricordanze („Die Erinnerungen“, XXII), La quiete dopo la tempesta („Die Ruhe nach dem Gewitter“, XXIV) und Il sabato del villaggio („Der Samstag auf dem Dorf“, XXV). In demselben Jahr entstand wohl auch Il passero solitario („Die einsame Amsel“, XI), ein Gedicht, in dem Leopardi sein Leben mit jenem des einsam sein Lied singenden Vogels vergleicht, und Anfang 1830 konnte er den im Oktober begonnenen Canto notturno di un pastore errante dell’Asia („Nachtgesang eines in Asien umherziehenden Hirten“, XXIII) abschließen. Diese Erfolge dürfen aber nicht darüber hinwegtäuschen, dass sich Leopardis körperlicher Zustand weiter verschlimmerte.

### In Florenz (1830–1833)

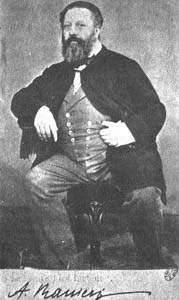
Antonio Ranieri

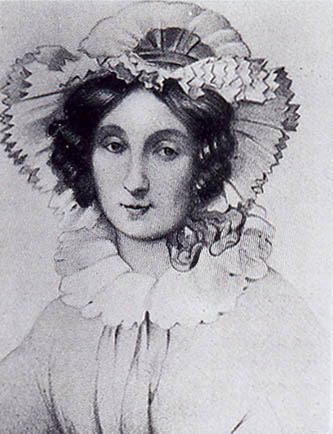
Fanny Targioni Tozzetti

Im Mai 1830 wurde Leopardi die lang ersehnte Rückkehr nach Florenz möglich, nachdem seine dortigen Freunde, besonders der aus Neapel verbannte Historiker Pietro Colletta, ein Darlehen für den Lebensunterhalt eines Jahres übernommen hatten. In Florenz arbeitete Leopardi an einer erweiterten Ausgabe seiner Gedichte und lernte den Schweizer Gräzisten Ludwig von Sinner kennen, der Leopardis philologische Schriften lobte und sich für ihn einsetzte. Zudem traf er den ihm aus Bologna bekannten Antonio Ranieri wieder. Die beiden wurden nun enge Freunde und mieteten im Dezember gemeinsam eine Wohnung.
Zunächst belebend, dann aber verhängnisvoll wirkte sich aus, dass sich Leopardi in die lebenslustige Florentinerin Fanny Targioni Tozzetti verliebte, die seine Liebe nie erwiderte, aber offenbar auch nicht klar zurückwies, sondern mit den Gefühlen des Dichters spielte. Unter diesem Eindruck entstanden 1831 bis 1833 in Florenz die Gedichte Consalvo (XVII), Il pensiero dominante („Der beherrschende Gedanke“, XXVI), Amore e morte („Liebe und Tod“, XXVII) und A se stesso („An sich selbst“, XXVIII). Eine endgültige Befreiung von der unglücklichen Affäre bezeugt erst der 1833 oder 1834 schon in Neapel entstandene Canto Aspasia (XXIX), dessen teils fast boshafter Ton zeigt, wie schwer Leopardi die Lösung von Fanny fiel, so dass er einen radikalen Bruch benötigte.
Im April 1831 erschien bei Piatti in Florenz die lange vorbereitete erweiterte Ausgabe der Gedichte, die nun die Nummern I–X, XII–XVI und XVIII–XXV der heutigen Zählung umfasste und erstmals den endgültigen Titel Canti trug. Leopardi widmete die Ausgabe seinen Florentiner Freunden, zudem konnte er nun deren Darlehen zurückzahlen. Ab dem Juli desselben Jahres (nach anderen Quellen erst ab Juli 1833) erhielt Leopardi eine geringe Monatsrente von seiner Familie: Erstmals in seinem Leben wurde er damit finanziell auf längere Sicht unabhängig, allerdings nur im bescheidensten Rahmen. Im selben Jahr wählte der Publico Consiglio von Recanati Leopardi als Deputierten für die Nationalversammlung in Bologna, welche von einer Bürgererhebung ausgerufen worden war. Noch vor seinem Aufbruch schlugen allerdings österreichische Truppen die Erhebung nieder, womit sich die Wahl als praktisch nichtig erwies.
Ende September 1831 bis März 1832 reiste Leopardi zusammen mit Ranieri nach Rom, es ergaben sich jedoch kaum neue Kontakte oder Anstellungsmöglichkeiten. Im Dezember dieses Jahres schloss Leopardi die Aufzeichnungen in seinem Zibaldone abrupt ab und begann dafür, eine Auswahl wichtiger Stellen daraus zu den Pensieri („Gedanken“, postum erschienen) umzuarbeiten. Im Frühjahr 1833 verschlimmerte sich sein Augenleiden derart, dass er seitdem nur noch mit größter Mühe lesen konnte.

### In Neapel (1833–1837)
Im September 1833 verließ Leopardi zusammen mit seinem Freund Ranieri Florenz und reiste über Rom nach Neapel, wo beide zusammen in bescheidensten Verhältnissen wohnten; Leopardi profitierte zwar sehr von dem seiner Gesundheit zuträglicheren Klima, beschrieb das Land jedoch wegen der sozialen und kulturellen Zustände als „halbbarbarisch und halbafrikanisch“. Diverse Pläne zur Übersiedlung nach Paris, Preußen oder Palermo, wo Leopardi eine Professur oder ähnliche Anstellung zu erhalten hoffte, blieben jedoch bloße Erwägungen.

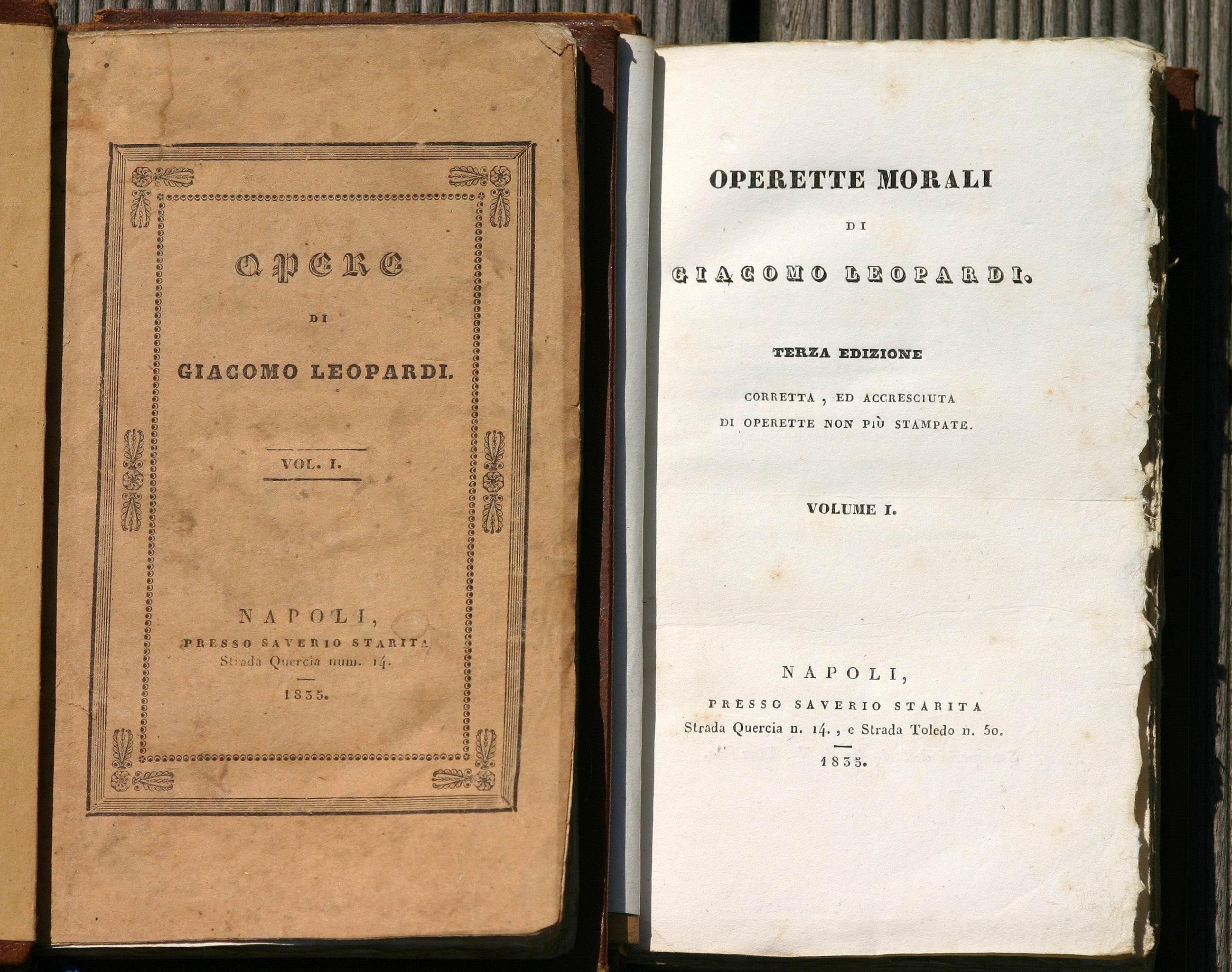
Die beiden Bände der letzten zu Lebzeiten erschienenen Ausgabe von Leopardis Werken (Neapel 1835)

Noch 1833 begann er mit den Paralipomeni della Batracomiomachia („Paralipomena zum Froschmäusekrieg“), einer satirischen Fortsetzung des von ihm so geliebten pseudohomerischen Epos, welche die politischen Bewegungen der Gegenwart karikierte. 1834 erschien die erweiterte zweite Ausgabe der Operette morali bei Piatti in Florenz, und Leopardi wurde mit August von Platen bekannt gemacht. Ende des Jahres oder Anfang des nächsten Jahres konnte er das lange ironische Gedicht Palinodia al Marchese Gino Capponi („Palinodie an den Marchese Gino Capponi“, XXXII) sowie das wohl schon in Florenz begonnene A se stesso („An sich selbst“, XXVIII) abschließen, 1835 folgten die Canti Sopra un basso rilievo antico sepolcrale … („Auf ein antikes Grabrelief …“, XXX) und Sopra il ritratto di una bella donna … („Auf das Porträt einer schönen Frau …“, XXXI). Zusammen mit diesen Gedichten konnte so im Sommer bei Starita in Neapel eine erweiterte Ausgabe seiner Gedichte erscheinen; sie umfasst die Gedichte I–XXXII und XXXV–XXXVI der heutigen Nummerierung und bildet die zweite Ausgabe unter dem Titel Canti.
1836 brach jedoch erneut eine Unglückswelle über den Dichter herein; es wurde die letzte. Leopardi hatte mit dem Verleger Starita eine sechsbändige Gesamtausgabe seiner Canti, der Operette morali und weiterer Schriften vereinbart. Die bourbonische Zensur beschlagnahmte jedoch die ersten gedruckten Bände (Band 1: Canti, Band 2: erster Teil der Operette morali) und untersagte den Druck aller weiteren Bände. Im Frühling brach in Neapel eine Choleraepidemie aus, weshalb Leopardi und Ranieri in die Villa Ferrigni bei Torre del Greco am Fuß des Vesuvs umzogen. Dort schrieb Leopardi die beiden großen Canti La ginestra („Der Ginster“, XXIV) und Il tramonto della luna („Der Untergang des Mondes“, XXXIII), die einen letzten grandiosen Überblick seiner Menschen- und Weltsicht gaben. Außerdem entstand dort die Satire I nuovi credenti, und Leopardi konnte die Paralipomeni abschließen.

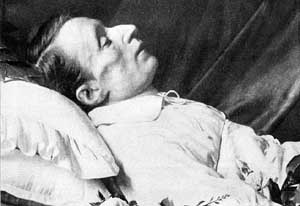
Leopardi auf dem Totenbett

Im Februar 1837 zwang ihn seine zunehmende Schwäche zur Rückkehr nach Neapel; im Mai verschlimmerte sich das Leiden mit Anfällen von Atemnot, dann kam eine Wassersucht bzw. ein Lungenödem hinzu. Am 14. Juni starb Leopardi im Alter von 38 Jahren in Neapel. Wegen der Choleraepidemie wurde seine Leiche fast in ein Massengrab geworfen; nur durch den Einsatz des Freundes Ranieri gelang es, dies gerade noch zu verhindern. Leopardi wurde in der Vorhalle der Kirche San Vitale a Fuorigrotta beigesetzt. Die Paralipomeni erschienen postum 1842 bei Baudry in Paris, eine von Ranieri edierte erste vollständige Ausgabe der Canti und Operette morali 1845 bei Le Monnier in Florenz. 1939 wurde das in den Parco Virgiliano im Westen Neapels verlegte Grab zu einem italienischen Nationaldenkmal erklärt.
Am 8. August 1998 wurde der Asteroid (8081) Leopardi nach ihm benannt.

## Das dichterische Werk
- Canti e frammenti (ab 1817), lyrische Dichtungen
- Pensieri di varia filosofia e di bella letteratura (ab 1817), philosophische Aphorismen
- Operette morali (ab 1824), Essays und Dialoge
- Leopardi's Gedichte, [1886] (Digitalisat)

## Literatur

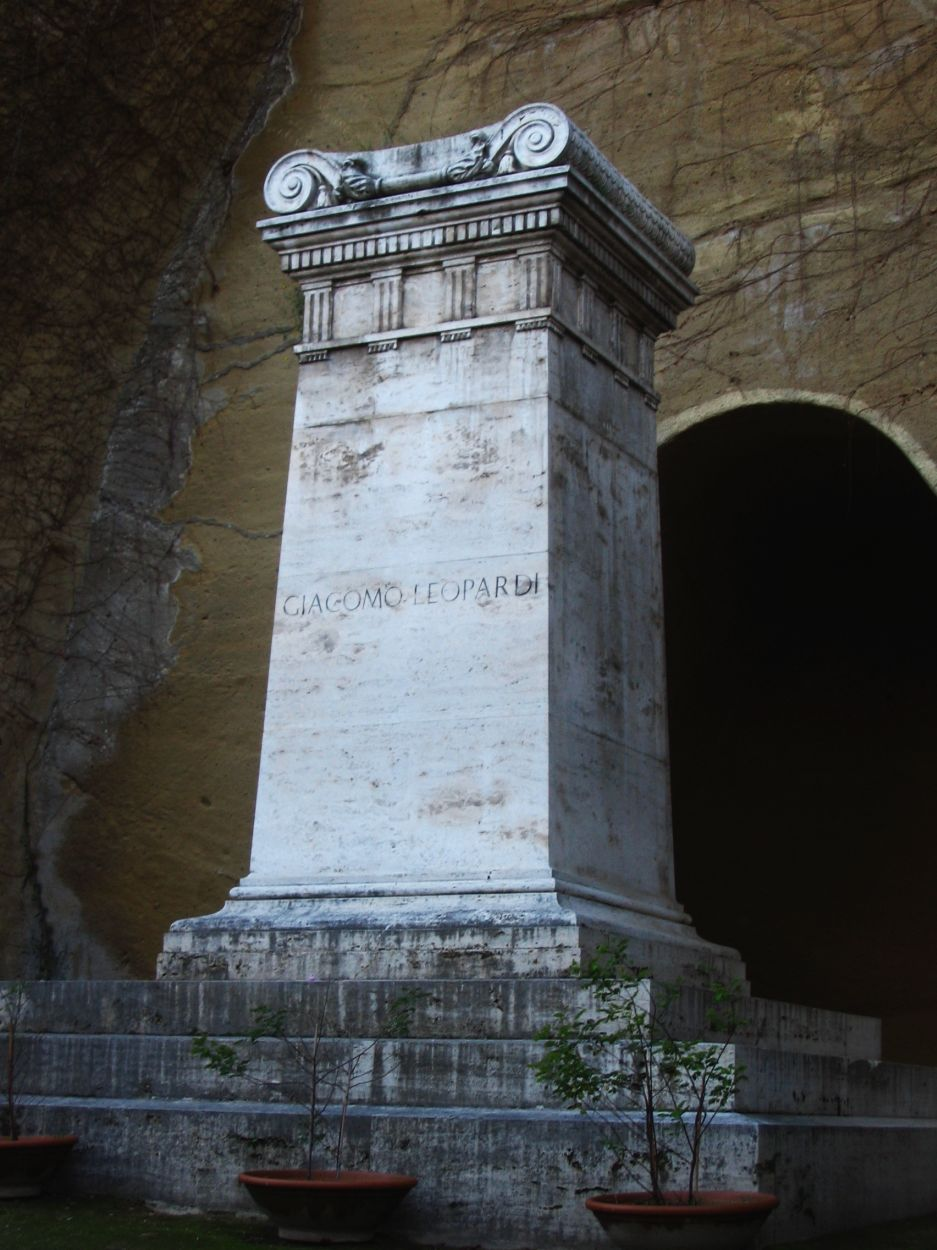
Leopardi-Denkmal im Parco Vergiliano a Piedigrotta, Neapel

### Wichtige italienische Ausgaben
- Tutte le opere di Giacomo Leopardi. A cura di Francesco Flora. Mondadori, Mailand 1937–1940, 2. Aufl. 1968. – Kritische Ausgabe
- Canti. Introduzione, commenti e note di Fernando Bandini. Garzanti, Mailand 1975, 10. Aufl. 1989. ISBN 88-11-58102-8 – Ausführlichster Kommentar
- Canti. Commento di Niccolò Gallo e Cesare Gàrboli, Turin 1972
- Paralipomeni della Batracomiomachia. A cura di Eugenio Boldrini. Loescher, Turin 1970, 2. Aufl. 1987.
- Operette morali. A cura di Giorgio Ficara. Mondadori, Mailand 1988, 4. Aufl. 1993. ISBN 88-04-30819-2
- Operette morali. A cura di Cesare Galimberti, Neapel 1998
- Pensieri. A cura di Cesare Galimberti. Adelphi, Mailand 1982, 2. Aufl. 1984.
- Rhetores. A cura di Tommasi Moreschini, Chiara Ombretta. Fabrizio Serra Editore, Pisa/Roma, 2009 (Studi sulla tardoantichità, 3), ISBN 978-88-6227-168-4. Rezension von: Carla Castelli, in: Bryn Mawr Classical Review 2010.10.39. – Kritische Ausgabe der Commentarii de vita et scriptis rhetorum quorundam qui secundo post Christum saeculo, vel primo declinante vixerunt, kurz Rhetores genannt (behandelte Redner sind Dio Chrysostomus, Aelius Aristides, Hermogenes und Fronto)
- Tutti gli scritti inediti, rari e editi 1809–1810. A cura di Maria Corti. Bompiani, Mailand 1972, Nachdruck 1993. ISBN 88-452-1990-9
- La vita e le lettere. Scelta, introduzione biografica e note di Nico Naldini. Prefazione di Fernando Bandini. Garzanti, Mailand 1983, 2. Aufl. 1990. ISBN 88-11-58285-7

### Neuere deutsche Übersetzungen
- Gedanken, Pensieri. Aus dem Italienischen übertragen von Richard Peters, Marion von Schröder Verlag, Hamburg 1951
- Gesänge. Dialoge und andere Lehrstücke. Zibaldone. Aus dem Ital. von Hanno Helbling und Alice Vollenweider. Auswahl der Texte aus dem Zibaldone von Karlheinz Stierle. Winkler, München 1978, Neuaufl. in einem Band 1998. ISBN 3-538-05400-2
- Canti e Frammenti. Gesänge und Fragmente. Ital./dt., übers. von Helmut Endrulat, hrsg. von Helmut Endrulat und Gero Alfred Schwalb. Reclam, Stuttgart 1990 (UB 8654). ISBN 3-15-008654-X
- Canti. Gesänge. Ital./Dt., nachgedichtet von Michael Engelhard. Berlin 1990. Nachdruck Aufbau-Verlag, Berlin 1999. ISBN 3-7466-6039-4
- Der Froschmäusekrieg und seine Folgen. Ital./dt., übers. von Helmut Endrulat, illustriert von Joachim John, hrsg. von Helmut Endrulat und Gero Alfred Schwalb. Akademie-Verlag, Berlin 1992. ISBN 3-05-002070-9
- Das Gedankenbuch. Auswahl, übers. und Nachwort von Hanno Helbling. Winkler, München 1985. Nachdruck dtv, München 1992 (dtv). ISBN 3-423-02306-6
- Rede eines Italieners über die romantische Poesie. Discorso di un italiano intorno alla poesia romantica. Ital./dt., übers. von Franca Janowski. Narr, Tübingen 1991 (Italienische Bibliothek). ISBN 3-8233-4052-2
- In einem Käfig buntbemalt – Jugendwerke von Giacomo Leopardi Ital./dt., übers. von Helmut Endrulat, illustriert von Joachim John, hrsg. von Gero Alfred Schwalb und Hans-Peter Klaus. edition schapeti, Langenhagen 1997
- Das Massaker der Illusionen (Auswahl aus dem Zibaldone). Ausgewählt und kommentiert von Mario Andrea Rigoni, übers. von Sigrid Vagt. Eichborn Verlag, Frankfurt a. M. 2002 (Die Andere Bibliothek Nr. 207)
- Opuscula moralia oder Vom Lernen, über unsere Leiden zu lachen (Operette morali). Ausgesucht und übersetzt von Burkhart Kroeber, auf Basis der Erstübersetzung von Paul Heyse. Aufbau Verlag, Berlin 2017 (Die Andere Bibliothek Nr. 389), ISBN 978-3-8477-0389-1
- Zibaldone. Die Gesamtausgabe I, aus dem Italienischen von Daniel Creutz, Matthes & Seitz, Berlin 2024, ISBN 978-3-7518-0992-4.

### Ausgewählte Literatur über Leopardi
- Marc Föcking, Volker Steinkamp (Hrsg.): Giacomo Leopardi. Dichtung und Wissenschaft im frühen 19. Jahrhundert (= Romanistik. 12). Lit, Münster 2004, ISBN 3-8258-6555-X.
- Hugo Friedrich: Epochen der italienischen Lyrik. Klostermann, Frankfurt am Main 1964.
- K. Alfons Knaut: Leopardis Poetik und Poesie des Indefinito. In: Romanistisches Jahrbuch. 28, 1977, S. 150–174.
- Nico Naldini: Introduzione biografica. In: Giacomo Leopardi: La vita e le lettere (= I grandi libri Garzanti. 285, ZDB-ID 2244499-3). Scelta, introduzione biografia e note di Nico Naldini. Garzanti, Mailand 1983, (2. Auflage. ebenda 1989, ISBN 88-11-58285-7).
- Iris Origo: Leopardi. A Biography. Milford, London 1935.
- Iris Origo: Leopardi. A Study in Solitude. Hamilton, London 1953, (Books & Co/Helen Marx Books, Chappaqua NY 1999, ISBN 1-885983-44-1).
- Hans Ludwig Scheel: Leopardi und die Antike. Die Jahre der Vorbereitung (1809–1818) in ihrer Bedeutung für das Gesamtwerk (= Münchner romanistische Arbeiten. 14). Hueber, München 1959, (Zugleich: Kiel, Universität, Habilitations-Schrift, 1955).
- Sebastiano Timpanaro: La Filologia di Giacomo Leopardi (= Quaderni di letteratura e d'arte. 15, ZDB-ID 1456349-6). Le Monnier, Florenz, 1955, (3a edizione riveduta con addenda. (= Biblioteca universale Laterza. 470). Laterza, Rom u. a. 1997, ISBN 88-420-5212-4).
- Raffaele Gaetano: Giacomo Leopardi e il sublime. Archeologia e percorsi di un'idea estetica, Rubbettino, Soveria Mannelli 2002, ISBN 978-88-498-0326-6.
- Karl Vossler: Leopardi. Musarion, München 1923, (2. Auflage. Winter, Heidelberg 1930).
- Winfried Wehle: Leopardis Unendlichkeiten. Zur Pathogenese einer „poesia non poesia“ (= Schriften und Vorträge des Petrarca-Instituts Köln. NF Heft 2). Narr, Tübingen 2000, ISBN 3-8233-5491-4 (Digitalisat (PDF; 425 kB)).
- Winfried Wehle: L’infinito – dal colle di concetti al mare delle immagini. In: Sebastian Neumeister, Raffaele Sirri (Hrsg.): Leopardi. Poeta e pensatore. [Napoli, 20–24 marzo 1996] (= Atti del convegno internazionale della Deutsche Leopardi-Gesellschaft. 3, 1996). A. Guida, Neapel 1997, ISBN 88-7188-158-3, S. 273–297. (Digitalisat (PDF; 877 kB)).
- Winfried Wehle: Iconomachia. Über Leopardis Modernität wider Willen („Imitazione“). In: Cornelia Klettke, Sebastian Neumeister (Hrsg.): Giacomo Leopardi. Dichtung als inszenierte Selbsttäuschung in der Krise des Bewusstseins. Akten des Deutschen Leopardi-Tages 2015. Frank & Timme, Berlin 2017, S. 25–57 (PDF).

### Texte Leopardis online
- Literatur von und über Giacomo Leopardi im Katalog der Deutschen Nationalbibliothek
- Werke von und über Giacomo Leopardi in der Deutschen Digitalen Bibliothek
- Werke von Giacomo Leopardi bei Zeno.org.
- Die Canti im Volltext
- Bilder von Originalhandschriften Leopardis in der Nationalbibliothek von Neapel
- Die Canti als kostenloses E-Book
- Werke von Giacomo Leopardi: Text, Konkordanzen, Wortlisten und Statistik
- Ein fragmentarischer Aufsatz Leopardis aus dem Jahr 1820
- Konkordanzen der „Canti“ nach dem italienischen Originaltext

### Informationen über Leopardi
- Homepage der Casa Leopardi in Recanati